# Louis Oliver

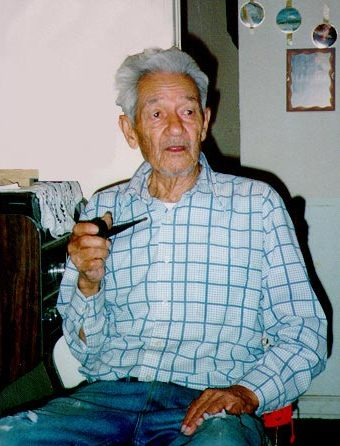
Louis (Little Coon) Oliver.

Louis Oliver (Coweta, Creek Nation, Indian Territory, 9 april 1904 - W.W. Hastings Indian Hospital, Tahlequah, Oklahoma, 10 mei 1991) was een Amerikaans dichter en, als afstammeling van de Gouden Wasberen-stam, een Creek indiaan. Zijn poëzie was pastoraal en idyllisch. 

## Leven
Louis (Little Coon) Oliver, pseudoniem van Wotkoce Okisce, was een Yuchi (ook wel geschreven als Euchee of Uchee) van de Gouden Wasberen stam uit de Chattahoochee regio (nu gelegen in de staat Alabama), een deel van de Muscogee (Creek) Nation. Hij volgde vijf klassen op de Euchee Boarding School, en zette zijn studie toen voort op het Muskogee Bacone College, waar hij in 1926 zijn diploma behaalde.
Oliver woonde tussen de Cherokee in Tahlequah, Oklahoma, en volgde er een speciale schrijfgroep. Hij ontmoette zo een aantal schrijvers die al hadden gepubliceerd, waaronder Barney Bush, Joy Harjo, Lance Henson, Carroll Arnett en Joseph Bruchac. Echoes of our being, een verzameling van gedichten uit deze workshop werd bewerkt door Robert J. Conley (1982). Bruchac hielp Oliver om zijn gedichten onder de aandacht te brengen van verschillende uitgevers, waaruit publicaties volgden als het tweetalige The Horned Snake (1982) and Caught in a Willow Net (1983). Oliver gaf deze jongere dichters de eer, dat zij hem hadden geleerd, dat poëzie niet altijd hoefde te worden geschreven op de in Europa gebruikelijke wijze.

## Boeken
- The Horned Snake, Merrick, NY: Cross-Cultural Communications, 1982. 16 pages (Bilingual)
- Caught in a Willow Net, Greenfield Center, N.Y.: Greenfield Review Press, 1983. 88 pages.
- Estiyt Omayat: Creek Writings, Muskogee, Oklahoma: Indian University Press, Bacone College. 1985. 20 pages. (Bilingual)
- Chasers of the Sun: Creek Indian Thoughts, Greenfield Center, NY: Greenfield Review Press, 1991 (106 pages). [Review by Rodney Simard,American Indian Quarterly, 15:4 (Fall 1991): 532-533; Review by Neal Burdick, Contact IIContact II, (Spring 1992): 86].

## Bloemlezingen

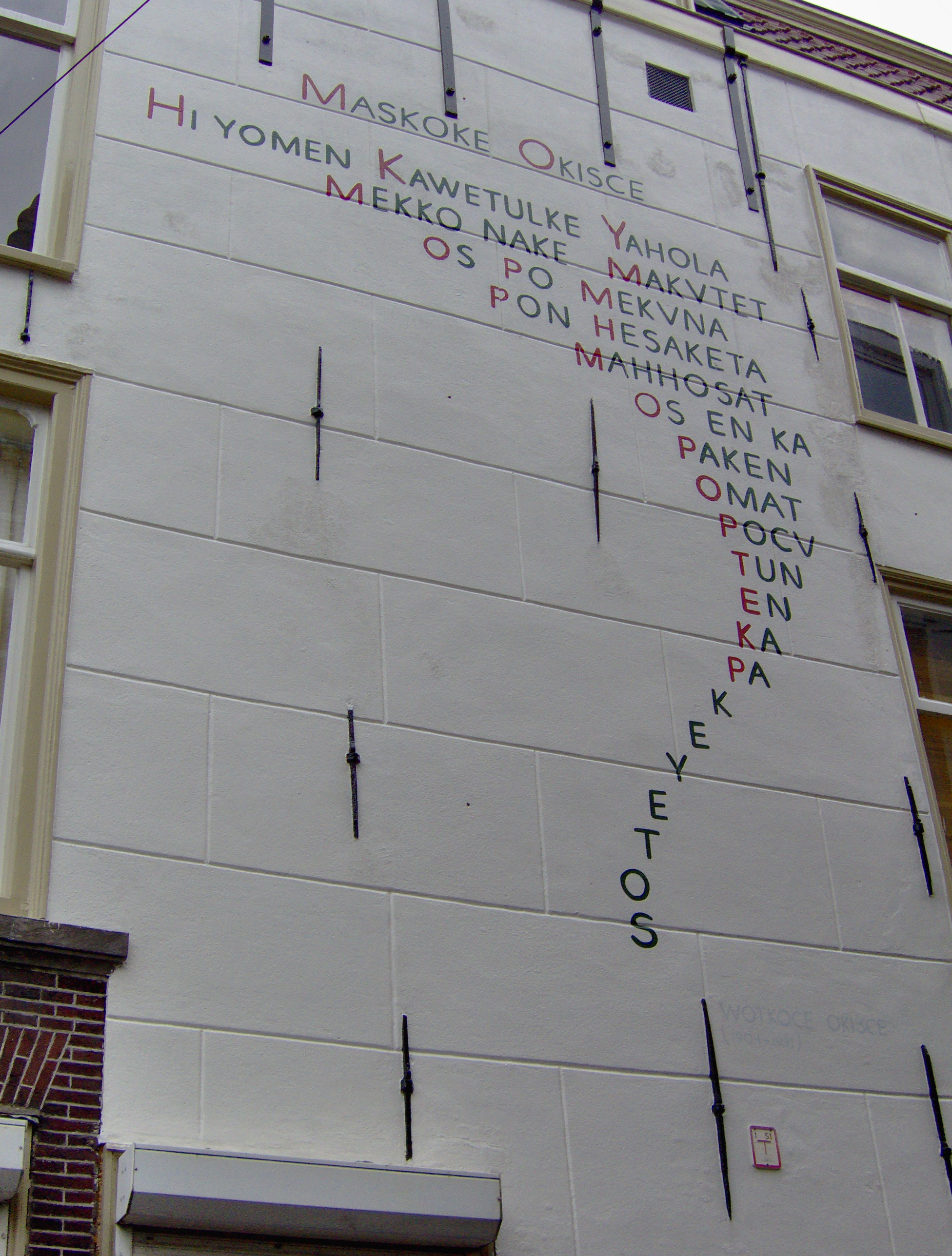
Muurgedicht Creek Fable, Nieuwe Rijn 23, hoek Burgsteeg, in Leiden.

- Echoes of Our Being: A Collection of Poetry by the Tahlequah Indian Writer's Group, edited by Robert J. Conley. Muskogee, Okla.: Indian University Press, Bacone College, 1982. (11 poems [unpaginated, 51-57].
- Songs From This Earth On Turtle's Back: Contemporary American Indian Poetry, edited by Joseph Bruchac. Greenfield Center, NY: Greenfield Review Press, 1983 (181-185) (5 poems).
- The Clouds Threw This Light: Contemporary Native American Poetry, edited by Phillip Foss. Santa Fe, NM: Institute of American Indian Arts Press, 1983 (211-214) (3 poems).
- Harper's Anthology of 20th Century Native American Poetry, edited by Duane Niatum. San Francisco: Harper & Row, 1988 (5-7) (3 poems).
- De aarde is ons vlees. Bloemlezing uit het werk van zevenentwintig Indiaanse dichters, (Earth is Our Flesh), edited and translated by Jelle Kaspersma, In de knipscheer, Amsterdam: Netherlands, 1990 (134-140) (8 poems).

## Muurgedicht
In het kader van het project Gedichten op muren is in 1993 in Leiden het gedicht Creek Fabel van Louis (Little Coon) Oliver op de zijmuur van Nieuwe Rijn 23 aangebracht (hoek Burgsteeg). Het muurgedicht is in juni 2008 vernieuwd.
- Bibliothèque nationale de France: cb11887155k (data)
- Gemeinsame Normdatei: 1089305206
- International Standard Name Identifier: 0000 0000 3397 5323
- Library of Congress Control Number: n83185310
- Système universitaire de documentation: 137655401
- Virtual International Authority File: 59077500
- WorldCat: E39PBJmhKpC7BKJMry4xfYxhpP